# Xenochalepus apicipennis
Xenochalepus apicipennis es una especie de insecto coleóptero de la familia Chrysomelidae.
Fue descrita científicamente en 1877 por  Chapuis.